# Quadrastichodella cyaneiviridis
Quadrastichodella cyaneiviridis är en stekelart som först beskrevs av Girault 1913.  Quadrastichodella cyaneiviridis ingår i släktet Quadrastichodella och familjen finglanssteklar. Inga underarter finns listade i Catalogue of Life.